# Christian Trampe
 Sophus Carl Rudolph Christian greve Trampe (4. januar 1891 i Brædstrup – 5. oktober 1978) var en dansk officer og modstandsmand, far til Karl Christian Trampe.
Han var søn af postmester, greve Christian Adolph Trampe (1846-1907) og hustru Aurora Ingeborg Didrikka Sveinbjørnsson (1853-1934), blev 1909 student fra Sorø Akademi, 1912 premierløjtnant, 1924 kaptajn ved 5. bataljon, 1935 oberstløjtnant og chef for 10. bataljon og 1943 oberst. Han var stationeret i Fredericia, hvor både Christian Trampe og hans søn var involveret i modstandsarbejde. Fra 1944 deltog Christian Trampe i ledelse af modstandsbevægelsen i Fredericia og havde kommando over en O-gruppe.
1945 blev Christian Trampe chef for 7. regiment og kommandant i Fredericia, 1949 kommandant og udskrivningschef på Bornholm samt chef for Bornholms Værn, 1952 tillige chef for region VII. 1954 kom han i nummer af reserven og til rådighed for Vestre Landsdelskommando og fik 1956 afsked fra Hæren.
Trampe blev 6. juli 1932 Ridder af Dannebrogordenen, 18. april 1941 Dannebrogsmand og 6. juli 1948 Kommandør af Dannebrog. Han bar desuden Hæderstegnet for god tjeneste ved Hæren og var Kommandør af Sankt Olavs Orden.